# Tamara Wolf
Tamara Wolf (Celerina, 3 novembre 1985) è un'ex sciatrice alpina svizzera.

## Biografia
Promessa dello sci elvetico degli anni 2000 originaria di Sankt Moritz e attiva in gare FIS dal dicembre del 2000, la Wolf esordì in Coppa Europa il 5 marzo 2002 disputando la discesa libera sulle nevi di casa di Lenzerheide, senza riuscire a concluderla. Ai Mondiali juniores del 2003 vinse la medaglia d'oro nella discesa libera; grazie a tale successo poté debuttare in Coppa del Mondo il 12 marzo successivo, durante le finali di  Lillehammer, classificandosi 19ª.
Il 17 marzo 2006 ottenne ad Altenmarkt-Zauchensee il suo primo podio in Coppa Europa, piazzandosi 3ª in discesa libera, e il 13 gennaio dell'anno dopo nelle medesime località e specialità colse il suo miglior piazzamento di carriera in Coppa del Mondo, l'8º posto. Sempre nel 2007 prese parte anche alla sua unica prova iridata, piazzandosi 26ª nella supercombinata dei Mondiali di Åre, e disputò la sua ultima gara di Coppa del Mondo, la discesa libera di Tarvisio del 3 marzo che non portò a termine.
Il 16 dicembre 2010 si aggiudicò la sua unica vittoria in Coppa Europa, nonché ultimo podio, nella discesa libera di Sankt Moritz. Disputò la sua ultima gara in carriera tre giorni dopo a Limone Piemonte, piazzandosi 39ª in uno slalom gigante di Coppa Europa, e all'inizio del 2011 si infortunò al legamento crociato cadendo durante un allenamento; non riuscì a recuperare e nel maggio seguente annunciò il termine della sua carriera agonistica, caratterizzata da numerosi infortuni che la portarono a subire dodici interventi chirurgici.

## Palmarès

### Mondiali juniores
- 1 medaglia:
  - 1 oro (discesa libera a Briançonnais 2003)

### Coppa del Mondo
- Miglior piazzamento in classifica generale: 91ª nel 2007

### Coppa Europa
- Miglior piazzamento in classifica generale: 50ª nel 2006
- 2 podi:
  - 1 vittoria
  - 1 terzo posto

#### Coppa Europa - vittorie
| Data             | Località     | Paese    | Specialità |
| ---------------- | ------------ | -------- | ---------- |
| 16 dicembre 2010 | Sankt Moritz | Svizzera | DH         |

Legenda:

DH = discesa libera

### Campionati svizzeri
- 1 medaglia[3]:
  - 1 bronzo (supercombinata nel 2010)